# Walhalla (Film)
Walhalla ist eine dänische Comicverfilmung des von Peter Madsen gezeichneten Comics Walhalla, gedreht im Jahr 1986 in Dänemark.

## Handlung
Die Geschwister Tjelfe und Røskva leben mit ihren Eltern friedlich im Reich Midgard, dem Reich der Menschen, bis eines Tages die beiden Götter Thor und Loki um Unterkunft bitten. Beim Abendessen serviert der Gott des Donners den Menschen einen seiner beiden Ziegenböcke, die man verspeisen und am nächsten Tag wieder zum Leben erwecken kann. Er warnt die Menschen davor, einen der Knochen zu zerbrechen. Doch Loki überredet den Knaben Tjelfe es dennoch zu tun. 
Als Thor den Ziegenbock am nächsten Morgen mit seinem Zauberhammer wieder zum Leben erweckt, hat das Tier ein gebrochenes Bein. Voller Zorn verpflichtet er Tjelfe, ihm in Asgard, dem Reich der Götter, zu dienen, um seine Schuld zu begleichen. Als die beiden Götter mit dem Jungen aufbrechen, schleicht sich auch Tjelfes Schwester Røskva auf Thors Streitwagen. Da sie erst während der Reise entdeckt wird, begleitet sie die drei nach Asgard. 
Im Reich der Götter erwarten die Kinder aber keine Abenteuer, sondern nur jede Menge Hausarbeit in Thors Burg. Sie müssen putzen, kochen und sich um Thors Kinder kümmern. Eines Tages bringt Loki einen Zwergriesen namens Quark aus der Unterwelt mit zu Besuch. Doch Quark stellt nur Unfug an, sodass Thor die Geduld verliert und wutentbrannt verschwindet. Auch Loki behandelt die Kinder schlecht, sodass Røskva beschließt nach Walhalla zu gehen und sich bei Odin, dem König der Götter, zu beschweren. Quark begleitet sie dorthin. Røskva gelangt auch tatsächlich bis zur Götterburg und vor den Thron Odins. Doch da Quark seine gemeinen Späße nicht lassen kann, werden sie wieder hinaus geworfen. Draußen vor dem Tor wartet schon ihr Bruder Tjelfe auf die beiden. Gemeinsam beschließen sie, nicht zu Thor zurückzugehen, sondern im Wald zu leben. Sie bauen sich ein kleines Baumhaus, wobei Quark tüchtig mithilft. Die Kinder, vor allem Røskva, freunden sich mit dem Zwergriesen an. Es dauert aber nicht lange und sie werden von Thor und Loki entdeckt. Thor ist immer noch wütend auf Quark, also will er ihn, trotz des Widerstands von Loki, zurück ins Unterreich Udgård bringen. Damit beginnt ein großes Abenteuer für die Geschwister.
Sie erleben den Wettkampf zwischen Thor und Udgård-Loki. Zuerst soll Loki gegen einen Bewohner Udgårds ein Wettessen gewinnen. Er verliert, weil sein Gegner das Feuer ist, welches das Essen und den Trog verspeist.
Dann soll Thor eine Katze vom Boden aufheben. Da es sich hierbei um die Midgardschlange handelt, schafft er es nicht. Er soll das Horn von Udgård-Loki in einem Zug leeren, da dieses Horn jedoch mit dem Meer verbunden ist, misslingt auch diese Wette. Die Wassermenge, die Thor dabei trinkt, ist jedoch so immens, dass dabei die Ebbe entsteht. Auch Tjelfe soll einen Wettstreit antreten: Einen Lauf, den er nicht gewinnen kann, weil er gegen sein eigenes Spiegelbild läuft.
Als letztes will Thor einen Kampf. Eine alte Dame erscheint. Und wie bei jeder Wette erkennt Tjelfe als einziger, dass es sich wieder um einen Trick handelt: Die alte Dame ist das Alter, dem auch Thor nicht widerstehen kann, welcher scheinbar stirbt.
In diesen Punkten hält sich der Film eng an die Überlieferungen der Mythologie.
Hierauf müssen Thor und Loki den kleinen Quark wieder mitnehmen. Da Loki jedoch ein Huhn verzaubert, so dass es aussieht wie Quark und Quark so aussehen lässt wie das Huhn, können sie diesen zurücklassen. 
Udgård-Loki bemerkt den Zauber jedoch zu spät und Quark bleibt somit vorerst bei ihm.
Zufrieden mit sich und dem Wissen Udgård-Loki hereingelegt zu haben, schenkt Thor dem kleinen Tjelfe ein Schwert und verspricht, mit ihm auf Jagd zu gehen. Røskva hingegen streift traurig durch den Wald. Sie geht zu ihrem alten Baumhaus und dort entdeckt sie Quark, der aus Sehnsucht zu seiner kleinen Freundin Udgård verlassen hat, um jetzt in Asgard in ihrem Baumhaus zu leben.

## Synchronisation
| Rollenname      | Dänische Sprecher  | Deutscher Sprecher  |
| --------------- | ------------------ | ------------------- |
| Thor            | Dick Kaysø         | Christopher Lee     |
| Loki            | Preben Kristensen  | Hans Clarin         |
| Odin            | Nis Bank-Mikkelsen | Christopher Lee     |
| Røskva          | Laura Bro          | Radost Bokel        |
| Tjalfe          | Marie Ingerslev    | Sven Hasper         |
| Utgård-Loki     | Nis Bank-Mikkelsen | Wolfgang Hess       |
| Mimir           | Jesper Klein       | Christian Marschall |
| Quark           | Thomas Eje         | Thomas Eje          |
| Hymir           | Benny Hansen       | Arne Elsholtz       |
| Rolf            | Olaf Nielsen       | Manfred Erdmann     |
| Elda            | Susse Wold         | Alice Franz         |
| Sif             | Susse Wold         | Dagmar Heller       |
| Hugin, der Rabe | Claus Ryskjaer     | Arne Elsholtz       |
| Munin, der Rabe | Kirsten Rolffes    | Michael Habeck      |
| Vater           | Jesper Klein       | Walter Reichelt     |
| Mutter          | Kirsten Rolffes    | Monika John         |

## Produktion
Der Film war ein Meilenstein für den dänischen Zeichentrickfilm, obwohl er gemischte Kritiken erhielt. Die Produktion hatte Probleme mit Wechseln im Creative Team und finanzielle Schwierigkeiten. Am Ende kostete die Produktion 30 Millionen Dänische Kronen (ca. 4 Millionen Euro), was der Film niemals einspielte. Es wurde keine Fortsetzung produziert. Nur Swan Film Production produzierte acht kleine Filme, die Quarks Abenteuer zeigten. Es waren weitere Kurzfilme geplant, aber das Studio ging an den finanziellen Problemen von Walhalla pleite.
Zu dem Film steuerte der britische Komponist Ron Goodwin (Miss-Marple-Titelmusik) seine letzte Filmmusik bei.

## DVD
In Deutschland wurde Walhalla am 16. Mai 2005 von Starlight Film auf DVD veröffentlicht. Die DVD enthält neben dem Zeichentrickfilm in deutscher Sprache (wahlweise DD 5.1 oder DD 2.0) folgendes Bonus-Material:
- zwei Trailer in dänischer Sprache
- einen englischen Trailer
- Bilder aus dem Film
- Artwork Galerie
- Kinoaushangfotos-Galerie
- Work Reel (Entstehungsprozess einer Szene)

## CD
Der Soundtrack von Walhalla mit der Musik zum Film erschien auf dem Label X mit 23 Tracks und einem umfangreichen Begleit-Booklet mit dem Text des Filmmusik-Korrespondenten und Autors Martin Werhand zum Film und zur Biographie bzw. zur Filmographie des britischen Komponisten Ron Goodwin.
- 23 Stücke[3]
- 16-seitiges Begleit-Booklet mit Informationen zum Film und zum Komponisten des Films